# Gaston Teuscher
Pour les articles homonymes, voir Teuscher.
Gaston Teuscher, né en 1903 à Montherod et mort en 1986, est un créateur d'art brut suisse.

## Biographie
Fils d'un travailleur agricole et d'une sage-femme, Gaston Teuscher suit une scolarité normale au cours de laquelle il se révèle bon élève. Adulte, il décide de voyager à travers l'Europe et gagne sa vie en donnant des cours de français et de gymnastique, en particulier en Allemagne et en Italie. Il revient ensuite en Suisse et devient instituteur. 
Ce n'est qu'en 1974, âgé de soixante et onze ans, qu’il commence à dessiner. Il représente principalement des corps spectraux et des visages ondulants tracés au crayon ou au stylo à bille sur des papiers de récupération, de petits formats, dont il exploite les taches, plis et déchirures. Ils sont parfois colorés avec du café, du jus de tabac, de cerises, de pêches, ou encore du vin. Il crée ainsi près de 10 000 compositions graphiques, au hasard de ses déambulations, dans le train, sur la table d’un café ou dans la rue.
Son œuvre est présente dans de nombreuses collections publiques et privées; il est, par exemple, exposé dans les collections permanentes de la collection de l'art brut à Lausanne, du LaM Lille Métropole Musée d'Art moderne, d'Art contemporain et d'Art brut à Villeneuve d'Ascq, au Open Art Museum à St-Gall, à La Fabuloserie à Dicyu Musée d'art brut de Montpellier, au Musée du Docteur Guislain à Gant, et dans les collections collection Eternod-Mermod  à Lausanne, ou la collection de Korine et Max E. Ammann à Berne.

## Exposition personnelle
- 1981: Collection de l'art Brut, Lausanne

## Principales expositions collectives
- 2024: Visages Collection de l'art brut, Lausanne
- 2022: Lives, art brut et parcours de vie Collection de l'art brut, Lausanne
- 2019 "Art Brut Swiss Made" Aagauer Kunsthaus, Aarau[7]
- 2018 "Art Brut Swiss Made" Museo Communale d'arte Moderna, Ascona
- 2018 Le Commun, Genève, "K+M Ammann, collectionneurs de monde"
- 2015: Galerie du Marché, Lausanne, "Brut de Brut"
- 2011: Weltensammler. Kunstmuseum Thurgau, (Catalogue)
- 2011Amicalement brut, collection Eternod-Mermod. LaM – Lille Métropole Musée d'Art moderne, d'Art contemporain et d'Art brut, Lille-Villeneuve-d'Ascq, 2011 (Catalogue)
- 2011: Caboches. Galerie du marché, Lausanne, 2011[8]
- 2001:Waldemarsudde Museum, "Solitärer. Sarlingskonst fran Samling Eternod - Mermod," Stockholm, 2001. (catalogue)[9]
- 2000: Kunstmuseum Malmö, "Solitärer. Sarlingskonst fran Samling Eternod - Mermod", Malmö, 2000 (catalogue)[10]
- Musée de la Création Franche, "collection Eternod-Mermod", Bègles-Bordeaux, 1997, (catalogue)[11]

## Filmographie
- Michel Bory, Jean Mayerat, Gaston Teuscher. Artiste, 30 min, Plans-Fixes, 1978